# Phaonia shubeiensis
Phaonia shubeiensis är en tvåvingeart som beskrevs av Ma och Wu 1992. Phaonia shubeiensis ingår i släktet Phaonia och familjen husflugor.
Artens utbredningsområde är Gansu (Kina). Inga underarter finns listade i Catalogue of Life.